# Yuquan, Hohhot
Yuquan är ett stadsdistrikt i Hohhot som är beläget i Inre Mongoliet i Folkrepubliken Kina.
Stadsdistriktet utgör Hohhots gamla stad som under Qingdynastin döptes om till Guihua (歸化) på kinesiska. 